# Cinclosoma pigallat
El cinclosoma pigallat (Cinclosoma punctatum) és una espècie d'ocell endèmica d'Austràlia. Pertanyent a la família dels Cinclosomàtids, pobla selves tropicals i subtropicals.
Generalment és críptic i terrestre.